# Túpolev Voron
El Túpolev Voron (en ruso: Ворон; Cuervo) fue un planeado avión de reconocimiento supersónico no tripulado de la Unión Soviética, fabricado por la compañía Túpolev, en gran medida basado en o diseñado para competir contra el Lockheed D-21.

## Diseño y desarrollo
En la primera misión del Lockheed D-21 el 9 de noviembre de 1969, el dron alcanzó su área objetivo y pudo fotografiar el sitio de pruebas de armas nucleares Lop Nor en la República Popular China, pero no regresó debido a un mal funcionamiento del sistema de navegación y finalmente se estrelló en la Unión Soviética. Los restos del dron accidentado fueron recuperados y analizados por la industria aeronáutica soviética. Décadas más tarde, durante la década de 1980, fueron entregados a Ben Rich, un ingeniero aeronáutico de Lockheed.
El Consejo de Ministros de la Unión Soviética encargó al OKB Túpolev (Oficina de Diseño Experimental Túpolev) la reconstrucción del D-21 utilizando materiales, motores y equipos soviéticos. Los trabajos comenzaron en las instalaciones de MMZ Opyt cerca de Moscú, que ya tenían experiencia con los drones Jastreb-1, Jastreb-2, Reys y Strizh. El proyecto se llamó Voron (en español: Cuervo). Estaba encabezado por Alekséi Túpolev, el hijo de Andréi Túpolev.
El Voron fue planeado como una plataforma de reconocimiento que, junto con otras herramientas de reconocimiento aéreas y terrestres, contribuiría al reconocimiento estratégico general de la Unión Soviética. El piloto automático debía guiar el avión a lo largo de una ruta preprogramada con puntos de referencia. La navegación se basaba en un sistema de navegación inercial. Para el reconocimiento sólo se disponía como carga útil de una cámara de alta resolución, que habría estado fijada en la parte inferior. Estaba previsto que el dron fuera lanzado desde un bombardero estratégico Túpolev Tu-95. Esto es similar a la modificación del D-21, que podría ser lanzado desde un soporte subalar de un Boeing B-52 Stratofortress, aunque un B-52 podría llevar un D-21 debajo de cada ala, mientras que un Tu-95 sólo podría llevar un Voron parcialmente dentro de una bodega de bombas abierta. También se planeó utilizar el Voron desde una versión de bombardero del Túpolev Tu-144, como contraparte de la combinación Lockheed M-21/D-21, y desde un bombardero posterior producido como Túpolev Tu-160.
Algunas fuentes afirman que el Voron estaba equipado con un motor RD-012 con 13,2 kN (1350 kgf) de empuje; otras fuentes hablan de un motor 3Ts4 (RD-07K) del OKB-670 de Michail Bondarjuk. El OKB-670 también utilizó el motor Marquardt RJ43-MA-11 del D-21, relativamente bien conservado. Después de separarse del avión portador, el Voron debía ser acelerado a una velocidad supersónica por el propulsor desechable con una potencia de 466 kN (47 500 kgf). El Voron fue diseñado para realizar una única misión. Después de completar la misión, los datos recopilados se separarían del resto del dron en una sección reutilizable que contendría el equipo de reconocimiento y descendería en un paracaídas, similar al dron Jastreb-1.
También se planeó una versión de lanzamiento desde tierra del Voron, utilizando un remolque con un gran cohete propulsor. Este proyecto fue prontamente rechazado porque el alcance de despliegue habría sido mucho más corto que el de un lanzamiento desde un avión portador. Los trabajos en el Voron duraron varios años y el proyecto proporcionó información valiosa y materiales útiles para futuros misiles supersónicos. El Voron no se construyó porque el gobierno soviético llegó a creer que los satélites de reconocimiento serían más efectivos que los drones.

## Especificaciones

### Características generales
- Tripulación: 0
- Longitud: 13,1 m (42,9 ft)
- Envergadura: 5,8 m (19 ft)
- Altura: 2,1 m (6,8 ft)
- Superficie alar: 37 m² (398,3 ft²)
- Peso vacío: 3900 kg (8595,6 lb)
- Planta motriz: 1× estatorreactor RD-012.
  - Empuje normal: 13,2 kN (1346 kgf; 2967 lbf) de empuje.

### Rendimiento
- Velocidad máxima operativa (Vno): 3500-3800 km/h (Mach 3,25-3,55)
- Alcance: 4600 km (2484 nmi; 2858 mi)
- Techo de vuelo: 23 000-26 400 m (75 500-86 600 pies)

## Aeronaves relacionadas

### Desarrollos relacionados
- Lockheed D-21
- Lockheed M-21
- Boeing B-52 Stratofortress
- Túpolev Tu-141
- Túpolev Tu-143
- Túpolev Tu-144
- Túpolev Tu-160